# Масова культура

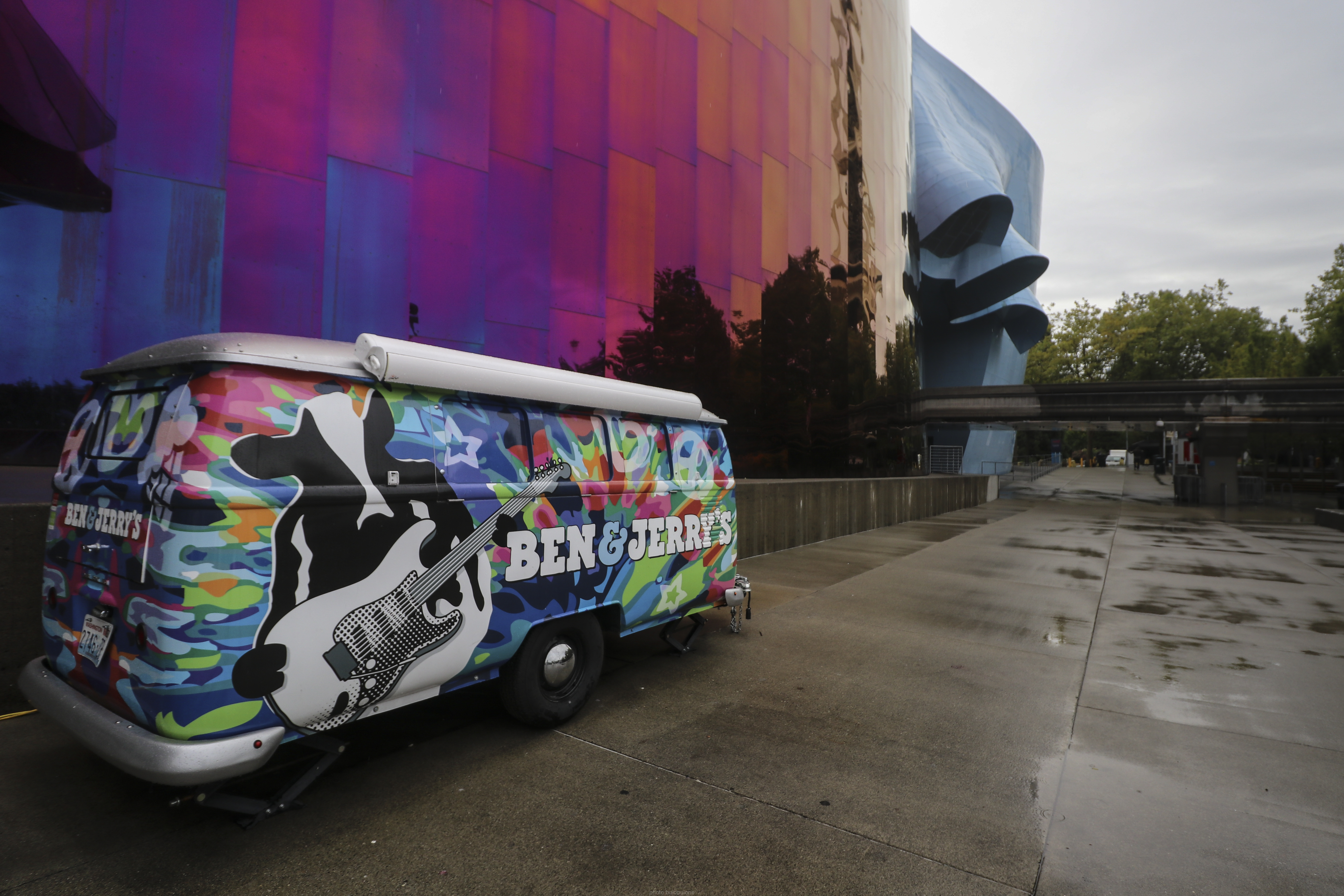
Музей попкультури у Сіетлі

Ма́сова культу́ра (або: маскульт, маскультура, попкульту́ра, популярна культу́ра) — культура, популярна серед широких верств населення в конкретному суспільстві та переважно комерційно успішна, елементи якої зустрічаються повсюди: у кулінарії, одязі, споживанні, засобах масової інформації та в розвагах (наприклад, у спорті і літературі) — контрастуючи з «елітарною культурою».
Термін «масова культура» в загальноприйнятому культурологічному значенні вперше застосував у 1941 році німецький філософ і соціолог М. Горкгаймер, у праці з відповідною назвою — «Мистецтво і масова культура». Пізніше в США з'являється скорочене слово «маскульт» (англ. masscult), яке ввів у науковий обіг американський філософ Дуайт Макдональд.

## Вивчення
На початку XX ст. формування масового суспільства і пов'язаної з ним масової культури стало предметом досліджень найвизначніших учених у різних галузях науки: філософів Хосе Ортега-і-Гассета («Бунт мас»), Карла Ясперса («Духовна ситуація часу»), Освальда Шпенглера («Сутінки Європи»); соціологів Жана Бодріяра («Фантоми сучасності»), Питирима Сорокіна («Людина. Цивілізація. Суспільство») і інших. Ґрунтовну критику маскультури, яка маніпулює свідомістю людей дали Хосе Ортега-і-Гассет, Теодор Адорно, Юрґен Габермас та інші філософи. В українській культурології вивчення масової культури активізувалося в 1990-ті роки.

## Походження
Становлення масової культури пов'язане з явищами політичної демократії та повсюдної освіти. Ці чинники допровадили до краху монополії вищих класів у царині культури. В доіндустріальному суспільстві знаходилося місце для елітарної, а також автентичної народної культури, що походить з сільських коренів, є оригінальною, автономною й безпосередньо відображає життєвий досвід людей. Автентичне народне мистецтво ніколи не претендувало на статус мистецтва, але його своєрідність була прийнятна і шанована. Ситуація змінилася з початком індустріалізації і урбанізації. Наслідком цих процесів були зміни в суспільному укладі і моральних цінностях. Індивіди стали ізольованими, відчуженими і анонімованими, і зв'язок між ними набрав фінансово-економічного характеру. Раніше активних індивідів поглинула цілковито безіменна маса, вразлива до маніпуляцій з боку мас-медіа, що стали альтернативою спільноті і моральності.
На думку експертів, масова культура постіндустріального суспільства поширилася, як «смертоносна пара, що душить народну культуру і загрожує цілісності мистецтва». Підприємці знайшли джерело доходу у задоволенні культурних потреб «знову пробуджених мас». Технічний прогрес уможливив продукування книг, журналів, фотографій, музики в кількостях, достатніх для насичення ринку. Новітня техніка створила також нові засоби комунікації, як-от телебачення, радіо, Інтернет, особливо добре придатні для масового сприймання і масового поширення.

## Ознаки і цінності
Ознаками масової культури є орієнтація на вподобання і потреби «середньої людини», дуже велика гнучкість, властивість трансформувати артефакти, створені в межах інших культур, та перетворювати їх у предмети масового споживання, комерційний характер, використання кліше при створенні її артефактів, а також зв'язок із засобами масової комунікації як головним каналом поширення та споживання її цінностей.
Декларованими нею цінностями є цінності реального життєвого облаштування, комфортного, зручного життя, соціальна стабільність і особистий успіх.
Масова культура шанує тривіальність, сентиментальність, швидкі та фальшиві приємності коштом поважних інтелектуальних вартостей, культивує тілесну насолоду, обжерливість, розпусту, користолюбство та пихатість..
На думку російського історика Л. Березової, «від діячів масової культури менш за все потрібна творчість і креатив, досить бути професійними інтерпретаторами, трансляторами стереотипних образів, продавцями снів…»

### Комерціалізація культури
З особливою увагою культурологи відзначають комерціалізацію культури. Ще Карл Маркс, аналізуючи проблеми ринкової економіки, відзначав комерціалізацію літературної праці:

| «Мілтон, який написав "Втрачений рай" і отримав за нього 5 фунтів стерлінгів, був непродуктивним працівником. Натомість письменник, що працює для свого книгопродавця на фабричний манір, є продуктивним працівником. Мілтон створював "Загублений рай" з тією ж необхідністю, з якою шовковичний хробак робить шовк. Це був справжній прояв його натури. Потім він продав свій твір за 5 фунтів стерлінгів. А лейпцизький літератор-пролетар, що фабрикує за вказівкою свого видавця книги... є продуктивним працівником, тому що його виробництво із самого початку підпорядковано капіталу і відбувається тільки для збільшення вартості цього капіталу».[8] |
Говорячи про мистецтво в цілому, приблизно аналогічну тенденцію відзначав Питирим Сорокін у середині XX століття:

| «Як комерційний товар для розваг, мистецтво все частіше контролюється торговельними ділками, комерційними інтересами й віяннями моди... Подібна ситуація творить із комерційних ділків вищих цінителів краси, примушує художників підкорятися їхнім вимогам, що нав'язуються на додачу через рекламу й інші засоби масової інформації».[9] |
М. Пахтер та Ч. Лендрі визначають кардинальні зміни в діяльності культурних інститутів, інспірованих масовою культурою:

| «Сучасні тенденції мають кумулятивний характер і вже призвели до створення критичної маси змін, що торкнулися самої основи змісту й діяльності культурних інститутів. До найбільш значимих з них, на наш погляд, належать: комерціалізація культури, демократизація, розмивання границь як у ділянці знання, так і в ділянці техніки, — а також переважна увага до процесу, а не до змісту».[10] |

## Взаємовідношення з іншими формами культури

### Масова та популярна культура
У ряді джерел поняття «масової культури» та «популярної культури» подаються як синоніми, зокрема Г. Генс вирізняє три форми культури — елітарну, народну і популярну масову (англ. mass, popular) Натомість британський дослідник Д. Маккуейл, відрізняючи термін «популярне» від найширше вживаного «масове», вказує на те, що популярна культура — це культура, яка не претендує на масовість, буквально — це культура, яка популярна в різних прошарках суспільства.
На думку Р. І. Безуглої, від масової культури популярну відрізняє відсутність її початкової орієнтації на включення останньої в комерційну індустрію та природна, а не особливим чином синтезована, популярність. Популярна культура перебуває ближче, ніж масова, до зразків, мови, ідеалів народної культури, більш реально відображає міфи та орієнтири народної
свідомості.. Разом з тим масова культура відрізняється від народної своєю монофункціональністю: якщо народна культура виступає як спосіб передачі соціально значущого досвіду, є механізмом соціалізації та регуляції, а також рекреативним механізмом, виконує обрядові функції, то популярна культура виступає переважно як культура дозвілля.
Двайт Макдональд зазначає, що

| Масову культуру часто ототожнюють з популярною. Значною мірою це слушно, але більш засадничим і точним є використання терміна «масова культура». Вона є виключно і безпосередньо продуктом масового споживання, як жувальна гума. Врешті, й витвір високої культури буває інколи популярним, хоча трапляється це все рідше.[13] |

### Масова та елітарна культура
У працях філософів XX століття поняття масової й елітарної культури трактуються як протилежні і пов'язані з концепцією поділу суспільства на еліту і маси. Хосе Ортега-і-Гассет сформулював відомий підхід до структуризації за ознаками творчої потенції: суспільство поділяється на «творчу еліту», яка, природно, становить меншу частину суспільства, і на «масу» — що кількісно переважає. Відповідно виникає протиставлення культури еліти («елітарної культури») культурі «маси» — «масовій культурі».
Аналогічно, Артур Шопенгауер поділяв людей на два типи: «людей генія», що мають особливу здатність до естетичного світоспоглядання і художньо-творчої діяльності, і «людей користі», що зорієнтовані здебільшого на практичну, утилітарну діяльність. На цих же позиціях виступає Ганс-Георг Гадамер, на думку якого, «неминуче ще чіткіше розмежування між масою і тими небагатьма по-справжньому творчими талантами, які існуватимуть з масою поруч у часі».
Двайт Макдональд вважає, що масова культура з'явилася як «паразитична ракова пухлина на тілі культури високої».. Вторинність масової культури підкреслює і Клемент Грінберг, на думку якого умовою існування масової культури є «доступ до високої, дозрілої культурної традиції, відкриття і досягнення якої вона використовує у своїх цілях». Польський дослідник В. Дашкевич порівнює масову і елітарну культуру з гусеницею і листям, вважаючи, що масова підриває елітарну, нічого не даючи взамін.
Це твердження, з яким не погоджуються українські дослідники, спростовують такі прояви елітарної культури, які цитують у своїх творах матеріали масової культури, демонструючи зворотні зв'язки між ними. «На міжнародній виставці у Венеції у 1964 році один засновників попарту Роберт Раушенберг отримав Великий приз за роботу, де хаотично співставлялись фрагменти зображень, … репродукції картин, літаки, автомобілі та ін. Ця продукція масової культури, як із ящика Пандори, ринула в солідні виставкові зали.»

Протиставлення елітарної і масової культур фігурує і в працях сучасних українських культурологів. Наприклад, В. В. Панталієнко зазначає: «Якщо продукти масової культури функціонують як ринкові товари і звернені до всіх, то продукти культури елітарної підкреслено езотеричні, зрозумілі далеко не кожному. Якщо масова культура удавано оптимістична, то елітарна — найчастіше глибоко песимістична».
В ряді джерел, однак, засвідчується перегляд концепції протиставлення елітного і масового. Наприклад, С. С. Русаков закликає «фіксувати увагу не на естетичній або моральній оцінці масової культури, а на її визначенні як технології виробництва культурного продукту».

### Масова і народна культура
Як українські, так і західні науковці протиставляють масову культуру національній і вбачають в її поширенні загрозу для останньої. Наприклад, Двайт Макдональд зазначає, що «якщо народна культура розквітала, відгороджена муром від культури еліт, сучасна масова культура цей мур брутально знищила, відкривши масам доступ до спотвореної елітної культури» Польські дослідники, протиставляючи народну культуру масовій зазначають, що зміст народної культури зазвичай був «простим і зрозумілим» завдяки «близькому контакту між творцем і реципієнтом», а властивою рисою народної культури є «її оригінальність, що походить з її вільного і спонтанного творення». Натомість масова культура є нав'язуваною зверху. Її продуцентами є люди бізнесу, а реципієнт зазвичай обмежений вибором між купівлею або відмовою від покупки.
На думку українських культурологів, масова культура стала серйозною загрозою для національної самобутньої української культурної традиції, загрожує втратою духовності, перешкоджає збереженню культурної самобутності, формує національний нігілізм, створює умови, за яких можлива відмова від своєї національності, знецінення власних національних цінностей На думку Г. Лозко, нейтралізація негативного впливу масової культури на формування національної самосвідомості полягає у вихованні національного імунітету — «уміння дати відсіч чужому, зокрема відмовитися від чужих цінностей, навчитися відрізняти своє від рідного»